# Магистратское право (Древний Рим)
Магистратское право (лат. jus honorarium) — система римского права, возникшая во второй половине II в. до н. э., представляющая собой совокупность новшеств, введенных преторами и эдилами в правопорядок и объявленных в их эдиктах. Совокупность форм судебной и административной защиты, процессуальных норм, принципов и правил.

## Исторические предпосылки возникновения Магистратского права
Название квиритского права (jus Quiritium) произошло от имени древнейшего племени квиритов. Основа римского правового порядка вплоть до III в. н. э. содержалась не в законе, а в процессе. Преторы, ежегодно обновляя свои эдикты и внося в них новые процессуальные способы защиты или исключая уже устаревшие способы защиты, фактически определяли дальнейшие шаги развития римской правовой системы. В процессе этой работы обращение шло как к нормам jus Quiritium, так и к нормам jus gentium — праву народов. В конечном итоге к началу III в. н. э. сформировалась новая система права Римской империи, получившая название jus civile — гражданское право (право, субъектами которого являются все свободные жители державы — граждане Римской империи). В эпохи принципата и домината jus civile было одновременно и совокупностью норм действующего права и наукой права.

## Право эдилов
Должность эдилов среди римских магистратур — преимущественно полицейская. Хотя каждый магистрат в Риме обладал полицейской властью, усложнение общественной жизни в растущем Риме требовало сосредоточения полицейского надзора. Вследствие этого эдилы становятся полицейской властью. Согласно Цицерону, на эдилов возлагаются следующие функции:
1. cura urbis — наблюдение за порядком в городе и пожарная полиция;
2. cura annonae — забота о снабжении народа продовольствием, надзор за торговлей на рынках, за правильностью мер и весов — торговая полиция;
3. cura ludorum — забота об устройстве общественных игр и зрелищ.

## Преторское право
Преторское право — это то, что ввели преторы ради улучшения, или дополнения, или исправления гражданского права для публичной пользы.
Преторское право фиксируется со второй половины II в. н. э. как особая процессуальная система и способ реализации норм Квиритского права и права народов. Зарождению этой системы права поспособствовали развитие экономики, рост рабовладения, сосредоточение в руках господствующей верхушки рабовладельческого класса торгового и ростовщического капитала и крупной земельной собственности. Все эти социально-экономические условия делали старые постановления jus civile недостаточными, появилась необходимость их поправлять и дополнять. Эта работа легла на судебных магистратов и преторов.
Общая задача преторской деятельности — custodia urbis, то есть общая забота об охране внутрегородского мира и порядка. По римским воззрениям, отсюда вытекала сама собой как уголовная, так и гражданская юрисдикция преторов. По мере того, как полицейская функция все более и более сосредоточивалась в руках эдилов, преторская постепенно специализировалась именно в области юрисдикции, превращаясь таким образом в магистратуру, преимущественно судебную.
В первое время целью преторских мероприятий было восполнение пробелов jus civile. Нередко в область права вносились и весьма существенные реформы. Предписания преторов частным лицам могли в том или ином случае отличаться от того, что диктовал закон. Ввиду данного конкретного случая закон формально отстранялся, это временное изъятие фактически превращалось в постоянное, и jus civile становился «голым правом» — nudum jus Quiritium.

## Источник преторского права
Одним из источников Римского права являлись эдикты преторов, содержавшие указания, при каких обстоятельствах предоставлялась судебная защита. Одни из этих эдиктов определяли общую программу преторской деятельности на весь его должностной год и содержали ряд общих правил (edictum perpetuum), другие имели в виду какие-то отдельные конкретные случаи (edictum repentinum). Каждый новый претор, составляя свой эдикт, принимал во внимание эдикты своих предшественников. Таким образом, постепенно отлагалась административно-уголовная практика преторов, и с течением времени образовалась совокупность преторских норм, переходящих из эдикта в эдикт (edictum tralaticium).
Постановления преторского эдикта формально для него самого не были обязательны, но для ясности правопорядка представляло существенный интерес, чтобы претор оставался верен своим эдиктальным обещаниям. Юридические значение эдикта было усилено, так что Цицерон называл его уже «законом на год» — lex annua.

## Кодификация преторского права
Юристу Сальвию Юлиану было поручено собрать, пересмотреть и привести в порядок edictum perpetuum (125—138 гг. н. э.) в целях закрепления отдельных постановлений преторского права. Edictum perpetuum не был признан законом, но особый сенатусконсульт объявил его неизменяемым, право делать дополнения было оставлено лишь за императором. Данный эдикт включал в себя две части, каждая из которых состояла из определенного числа титулов небольшого объёма. В первой части были опубликованы отдельные моменты и пункты исков, а во второй — приведены типовые формулы исков. В эдикте не было особой системы, так как содержание его складывалось исторически, в течение веков.